# Communauté de communes des coteaux de la Haute Seille
La communauté de communes des coteaux de la Haute Seille est une ancienne communauté de communes française, située dans le département du Jura et la région Bourgogne-Franche-Comté.

## Historique
Elle fusionne avec la Communauté de communes Bresse-Revermont pour former le 1er janvier 2017 la communauté de communes Bresse Haute Seille, dont le siège est situé à Bletterans (56 communes et environ 19 500 habitants).

## Composition
La communauté de communes regroupait les 20 communes suivantes :
| Nom                 | Code Insee | Gentilé           | Superficie (km2) | Population (dernière pop. légale) | Densité (hab./km2) |
| ------------------- | ---------- | ----------------- | ---------------- | --------------------------------- | ------------------ |
| Voiteur (siège)     | 39582      | Victoriens        | 9,42             | 744 (2014)                        | 79                 |
| Baume-les-Messieurs | 39041      | Baumois           | 13,09            | 182 (2014)                        | 14                 |
| Blois-sur-Seille    | 39057      | Blézois           | 5,40             | 118 (2014)                        | 22                 |
| Bonnefontaine       | 39065      | Bonnefontois      | 8,80             | 98 (2014)                         | 11                 |
| Bréry               | 39075      | Brairiens         | 4,85             | 224 (2014)                        | 46                 |
| Château-Chalon      | 39114      | Castel-Chalonnais | 10,17            | 153 (2014)                        | 15                 |
| Domblans            | 39199      | Domblanais        | 14,86            | 941 (2014)                        | 63                 |
| Frontenay           | 39244      |                   | 8,13             | 175 (2014)                        | 22                 |
| Hauteroche          | 39177      |                   | 38,93            | 933 (2014)                        | 24                 |
| Ladoye-sur-Seille   | 39272      |                   | 3,69             | 57 (2014)                         | 15                 |
| La Marre            | 39317      | Nisses            | 10,63            | 332 (2014)                        | 31                 |
| Lavigny             | 39288      | Lavinois          | 5,38             | 373 (2014)                        | 69                 |
| Le Louverot         | 39304      | Louvarets         | 1,74             | 226 (2014)                        | 130                |
| Le Vernois          | 39553      | Vernoisiens       | 1,08             | 305 (2014)                        | 282                |
| Menétru-le-Vignoble | 39321      | Ménétriciens      | 5,88             | 153 (2014)                        | 26                 |
| Montain             | 39349      | Montinois         | 2,29             | 514 (2013)                        | 224                |
| Nevy-sur-Seille     | 39388      |                   | 6,56             | 218 (2014)                        | 33                 |
| Passenans           | 39407      |                   | 4,94             | 348 (2014)                        | 70                 |
| Plainoiseau         | 39422      |                   | 5,38             | 548 (2014)                        | 102                |
| Saint-Lamain        | 39486      | Saint-Laminois    | 4,16             | 117 (2014)                        | 28                 |

## Compétences
La Communauté de Communes possède les deux compétences obligatoires:
- actions de développement économique intéressant l'ensemble de la communauté.
  - Site Industriel ODO
  - ZAE des Près Mourain
- aménagement de l'espace pour la conduite d'actions d'intérêt communautaire ; 
  - La Communauté de Communes adhère au Pays Lédonien en ce qui concerne le SCOT

Elle doit également exercer au moins trois des compétences relevant des sept groupes suivants :
- protection et mise en valeur de l'environnement ;
  - Espace Natura 2000: Les reculées de la Haute Seille
  - Emplois verts
- création, aménagement et entretien de la voirie d’intérêt communautaire;
- construction, entretien et fonctionnement d'équipements culturels et sportifs
- action sociale d'intérêt communautaire ;
- assainissement non collectif

En outre elle est aussi compétente en matière d'Accueil de loisirs sans hébergement (Périscolaire et Extrascolaire)